# Lawrie Smith
Lawrie Edward Smith (* 19. Februar 1956 in Bury) ist ein ehemaliger britischer Segler.

## Erfolge
Lawrie Smith nahm zweimal in der Soling-Klasse an Olympischen Spielen teil. Bei seinem Olympiadebüt 1988 in Seoul verpasste er als Skipper des britischen Bootes mit Rang vier noch knapp die Medaillenplätze. Bei den Olympischen Spielen 1992 in Barcelona gelang ihm hingegen der Gewinn der Bronzemedaille. Nach sechs Wettfahrten im Fleet Race qualifizierte er sich mit seinen Crewmitgliedern Ossie Stewart und Robert Cruickshank mit 48 Punkten als Fünfter für die Endrunde, die im Match Race ausgetragen wurde. Mit zwei Siegen und drei Niederlagen zogen sie ins Halbfinale ein. Nach einer 0:2-Niederlage gegen das von Kevin Mahaney angeführte US-amerikanische Boot folgte im Duell um Bronze ein 2:1-Sieg gegen das deutsche Boot von Jochen Schümann.
2011 in Melbourne wurde Smith in der Drachen-Klasse Weltmeister. Sechs Jahre darauf sicherte er sich in dieser in Cascais den dritten Platz. Dazwischen gewann er im Jahr 2015 in Kühlungsborn den Gold Cup der Drachen-Klasse. Als Skipper nahm er zwischen 1989 und 1997 dreimal am Whitbread Round the World Race teil. 1989 und 1993 belegte er dabei jeweils den vierten Platz, 1997 wurde er Fünfter.